# Hospital Geral de Santo António

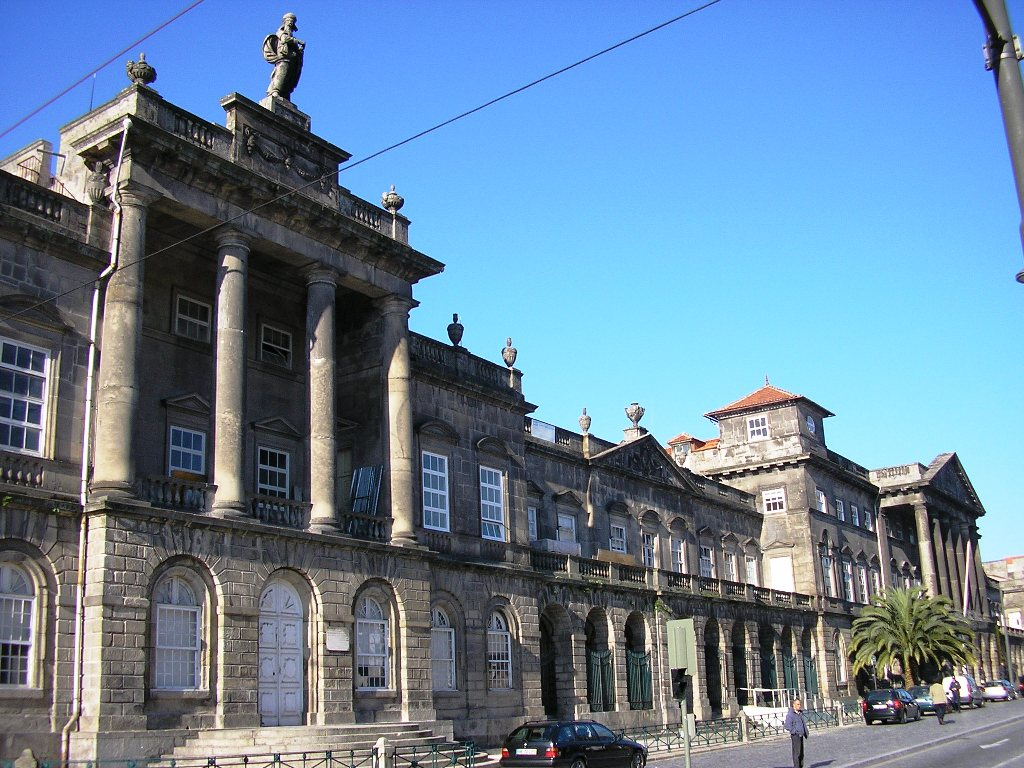
Hauptfassade des Hospital de Santo António

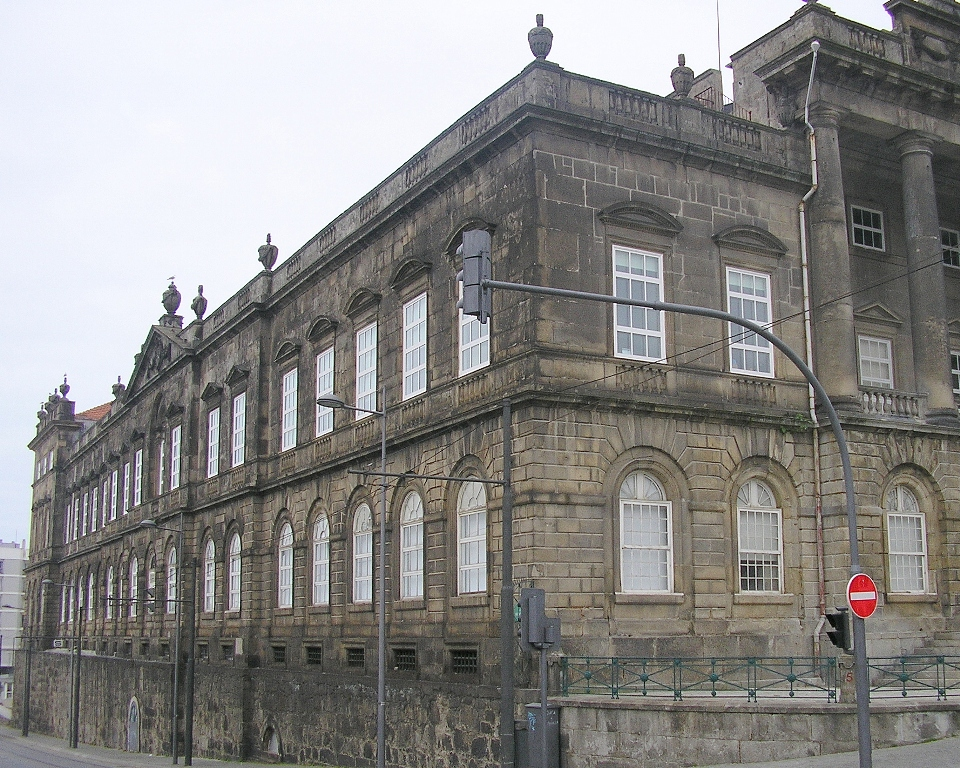
Südfassade

Das Hospital Geral de Santo António ist ein Krankenhaus in der portugiesischen Stadt Porto.
Das Krankenhaus Santo António gehört zur Krankenhausregion Nordportugal (Região de Saúde do Norte) des staatlichen Gesundheitssystems Serviço Nacional de Saúde. Es ist ein Ausbildungskrankenhaus des Instituto de Ciências Biomédicas Abel Salazar, die biomedizinische Fakultät der Universität Porto.

## Geschichte
Es wurde ab 1779 als Ersatz für das ehemalige Hospital de D. Lopo in der Rua das Flores errichtet. Die Hauptfassade erstreckt sich über eine Länge von 177 Metern.
Seit 1910 ist es als Monumento Nacional klassifiziert.